# Плејнвју (Минесота)
Плејнвју (енгл. Plainview) град је у америчкој савезној држави Минесота.

## Демографија
По попису из 2010. године број становника је 3.340, што је 150 (4,7%) становника више него 2000. године.
| Група             | 2000.         | 2010.         |
| Белци             | 3.007 (94,3%) | 3.044 (91,1%) |
| Афроамериканци    | 1 (0,0%)      | 6 (0,2%)      |
| Азијати           | 3 (0,1%)      | 11 (0,3%)     |
| Хиспаноамериканци | 164 (5,1%)    | 261 (7,8%)    |
| Укупно            | 3.190         | 3.340         |